# Air India
Air India Limited (гінді एअर इंडिया) — авіакомпанія, флагманський перевізник Індії, що здійснює пасажирські та вантажні авіаперевезення всередині країни та за її межами. Авіакомпанія належить державі, керується National Aviation Company of India Limited, створеною 2007 року для сприяння злиттю Air India з Indian Airlines. Головними хабами авіакомпанії є міжнародний аеропорт імені Чатрапаті Шіваджі у Мумбаї та Міжнародний аеропорт Індіри Ґанді у Делі.
Air India має підписані код-шерінгові угоди з 12-ма іншими міжнародними авіакомпаніями, що дозволяє їй здійснювати рейси до 130 аеропортів світу, включаючи 12 аеропортів Індії. 11 липня 2014 року Air India стала 27-м членом Star Alliance.
Air India є цілком державною авіакомпанією. З підвищенням внутрішньої конкуренції та зростанням цін на пальне Air India запросила 458 млн доларів США від індійського уряду у вигляді пільгових кредитів та активів. У вересні 2008 року Air India отримала 3 млрд доларів США на модернізацію та розвиток флоту. Після того, як упродовж років Air India домінувала у небі Індії, нині вона є другим за пасажирообігом перевізником Індії після Jet Airways, окрім того, компанія може невдовзі поступитись позиціями і Kingfisher Airlines. За долею місцевого ринку Air India займає третє місце в Індії після перелічених вище компаній (з урахуванням дочірніх компаній).

## Історія

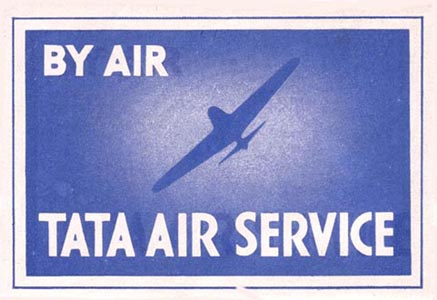
Реклама Tata Air

Air India була створена Джехангіром Татою 1932 року як Tata Airlines, підрозділ Tata Sons Ltd (нині — Tata Group). 15 жовтня 1932 року Тата здійснив політ як пілот на одномоторному De Havilland Puss Moth, що перевозив пошту (авіапошта Imperial Airways) з Карачі до Бомбею через Ахмедабад. Далі літак прямував до Мадраса через Белларі, на тій ділянці літак пілотував колишній пілот Королівських ВПС Невілл Вінтсент.
Після завершення Другої світової війни авіаперевезення в Індії було відновлено й Tata Airlines стала першою публічною компанією 29 липня 1946 року під назвою Air India. 1948 року, після проголошення незалежності Індії, 49 % авіакомпанії придбав уряд країни з опціоном на придбання ще 2 %. В результаті авіакомпанія отримала статус флагманського перевізника та призначення на міжнародні маршрути, новою назвою компанії стала Air India International. 8 червня 1948 року літак Lockheed Constellation L-749A із власною назвою Принцеса Малабара та реєстраційним номером VT-CQP здійснив рейс з Бомбею до Лондона через Каїр і Женеву. То був перший далекомагістральний міжнародний рейс авіакомпанії, яка невдовзі, 1950 року, відкрила рейс до Найробі через Аден.
1 серпня 1953 року уряд Індії ухвалив рішення придбати контрольний пакет у флагманському перевізнику й було створено підприємство Air India International Limited, що було етапом націоналізації авіаіндустрії Індії. Водночас деякі внутрішні рейси були передані Indian Airlines. 1954 року авіакомпанія отримала свої перші літаки Lockheed L-1049 Super Constellation та відкрила рейси до Сінгапура, Бангкока, Гонконга й Токіо.

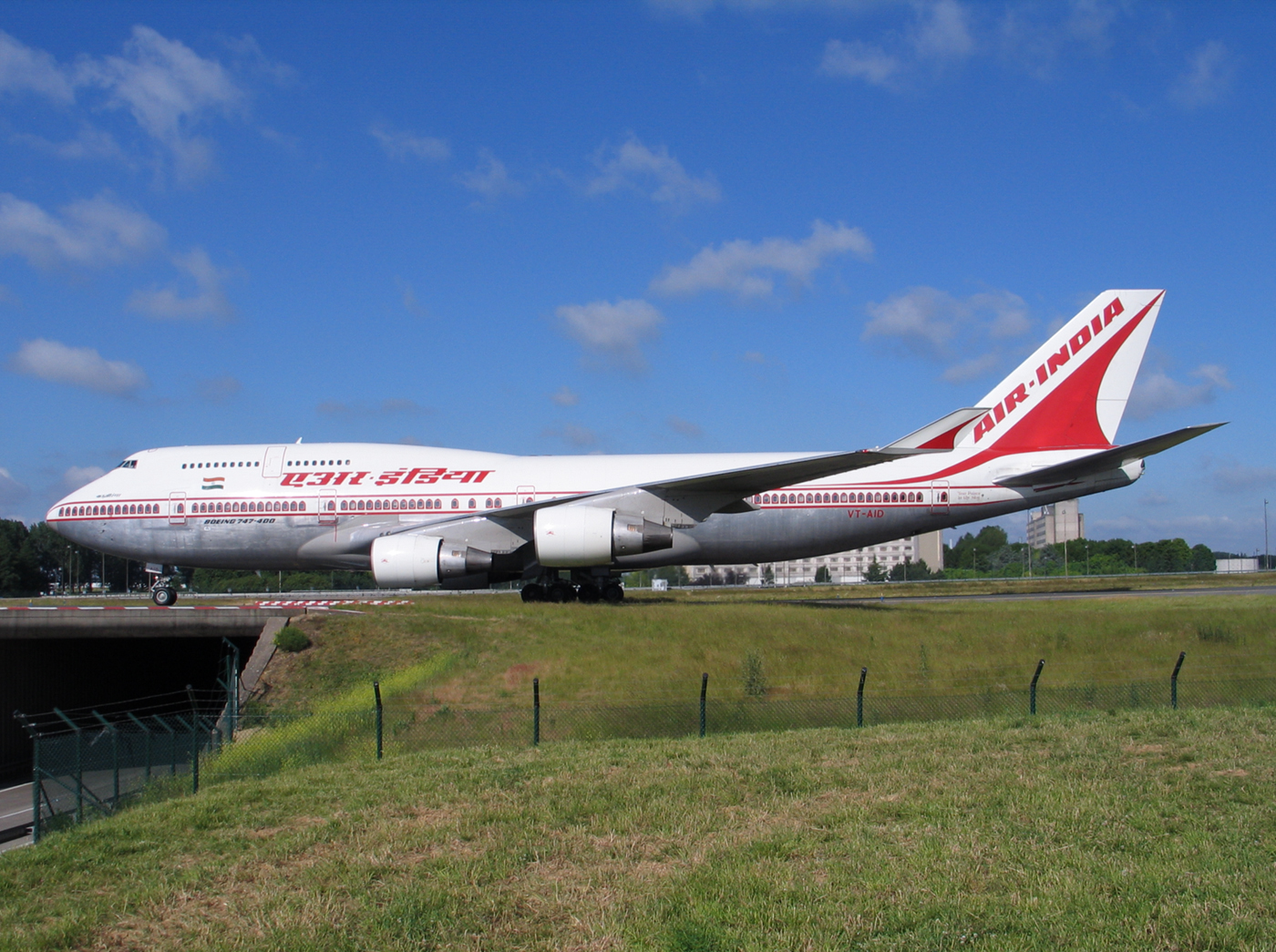
Boeing 747-4B5 у лівреї 1970—2007

Air India International увійшла в еру реактивних літаків 1960 року, отримавши свій перший Boeing 707, що отримав ім'я Нандадеві та реєстраційний номер VT-DJJ. Рейси на реактивному літаку до Нью-Йорка через Лондон почались у травні 1960 року. 8 червня 1962 року авіакомпанія отримала назву Air India. 11 червня 1962 року Air India стала першою у світі авіакомпанією, що мала тільки реактивні літаки.
У жовтні 2016 року Air India встановила світовий рекорд за найтривалішим безпосадковим перельотом з Делі до Сан-Франциско через Тихий океан, подолавши 15 300 км за 14,5 годин.

### Розвиток авіакомпанії
1970 року Air India перевела свій офіс до передмістя Мумбаї. Наступного року авіакомпанія отримала перший Boeing 747-237B, що отримав назву Імператор Ашока та реєстраційний номер VT-EBD (згодом той літак розбився 1 січня 1978 року в Аравійському морі, загинули 213 осіб). Одночасно з'явився девіз Палац у небі та нова ліврея. Особливість тієї лівреї — фарбування навколо кожного вікна літака у стилі аркових вікон індійських палаців. 1986 року Air India отримала Airbus A310-304; авіакомпанія стала найбільшим оператором пасажирських літаків такого типу. 1988 року Air India отримала два Boeing 747-337M у змішаній вантажопасажирській конфігурації. 1989 року до своєї лівреї «Летючий палац» Air India ввела «сонце». Та ліврея була білою з золотим сонцем на червоному хвості. У нову ліврею перефарбували лише половину флоту Air India — пасажири були невдоволені змінами і їм більше подобались класичні кольори. За два роки на всі літаки повернулась стара ліврея. Після цього Air India уникала радикальних змін кольорової схеми, вносячи лише незначні зміни.

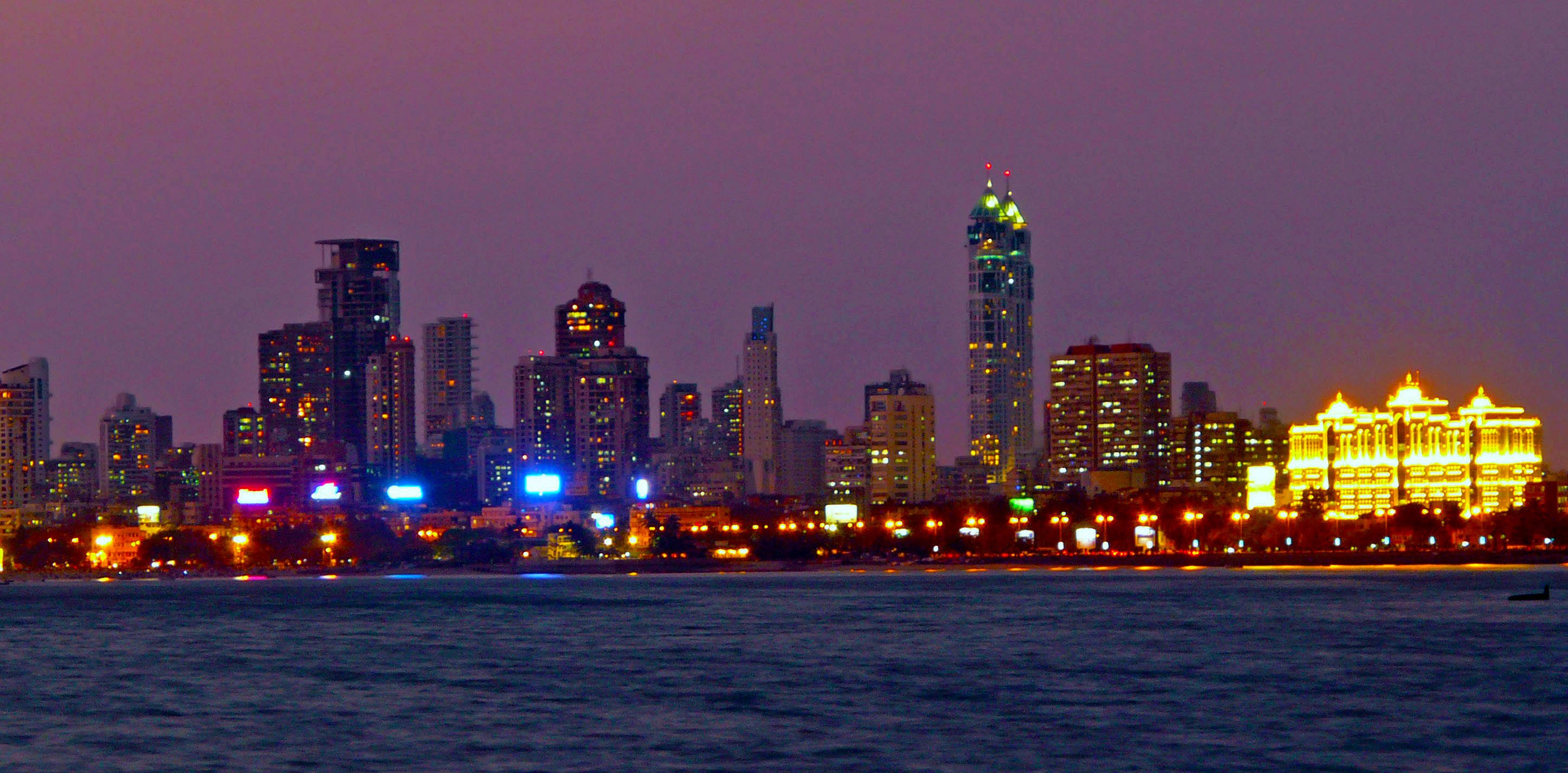
Будівля Air India в Мумбаи

1993 року Air India отримала новий флагман свого флоту — Boeing 747—437, що отримав ім'я Конарк та реєстраційний номер VT-ESM, що здійснив перший в історії безпосадковий переліт між Нью-Йорком і Делі. 1994 року авіакомпанія була перереєстрована як Air India Ltd. 1996 року почались рейси зі ще одного аеропорту США, О'Хара у Чикаго. 1999 року авіакомпанія відкрила власний термінал 2-C у щойно перейменованому Міжнародному аеропорті імені Чатрапаті Шіваджі у Мумбаї.
2000 року Air India відкрила нові маршрути до Шанхаю, Лос-Анджелеса та Ньюарка. У травні 2004 року Air India запустила проект своєї лоукост-авіакомпанії, що отримала назву Air India Express. Air India Express почала з'єднувати аеропорти Індії між собою та з Близьким Сходом і Південно-Східною Азією. Air India збільшила кількість міжнародних рейсів, відкривши рейси з Ахмедабада, а також відкрила міжнародні рейси з Бангалора та Хайдарабада.

Напрямки Air India, включаючи угоди зі Star Alliance

8 березня 2004 року, у Міжнародний жіночий день, авіакомпанія здійснила рейс «Лише для жінок» з Мумбаї до Сінгапура. Пілотували літак Airbus A310 Рашмі Міранда (перша жінка-пілот Air-India) та Кшмата Баджпай.
2007 року уряд ухвалив рішення про злиття Air India з Indian Airlines. У процесі злиття була створена компанія National Aviation Company of India Limited (або NACIL), до якої Air India (разом з Air India Express) та Indian Airlines (разом з Air India Regional) мали увійти. Нині злиття завершено, нова авіакомпанія — що продовжує називатись Air India — також має штаб-квартиру у Мумбаї.
13 грудня 2007 року Star Alliance оголосив про те, що він надіслав запрошення Air India стати його членом.

## Підрозділи
Air India має два підрозділи:

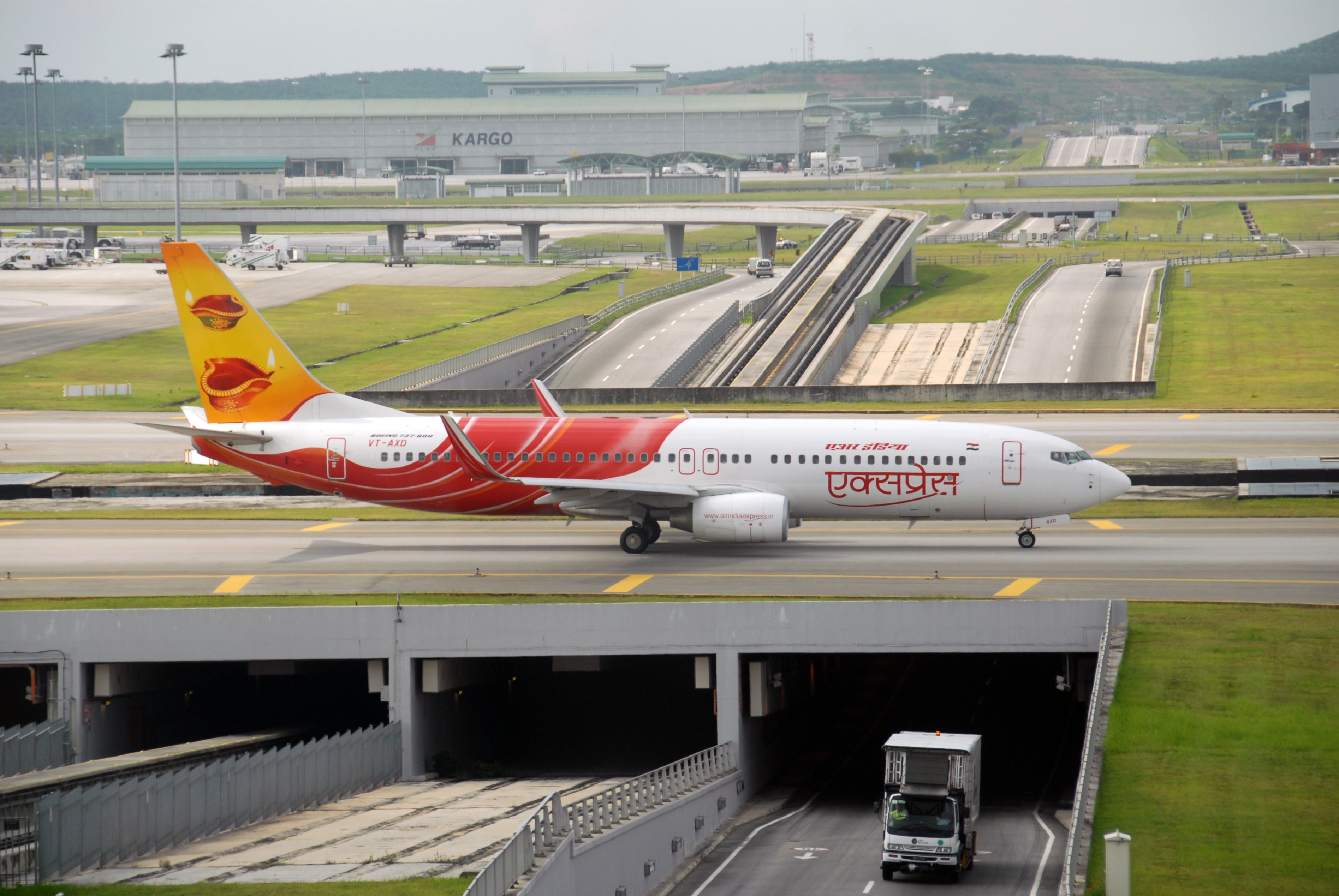
Air India Express (у Міжнародному аеропорті Куала-Лумпур, Малайзія)

- Air India Cargo, вантажний підрозділ авіакомпанії
- Air India Express працює під кодом IATA IX

## Напрямки
Air India обслуговує рейси до 32 аеропортів Африки, Азії, Європи та Північної Америки. Разом зі своїми підрозділами й договорами з іншими авіакомпаніями Air India присутня у 130 аеропортах у всьому світі.

## Флот

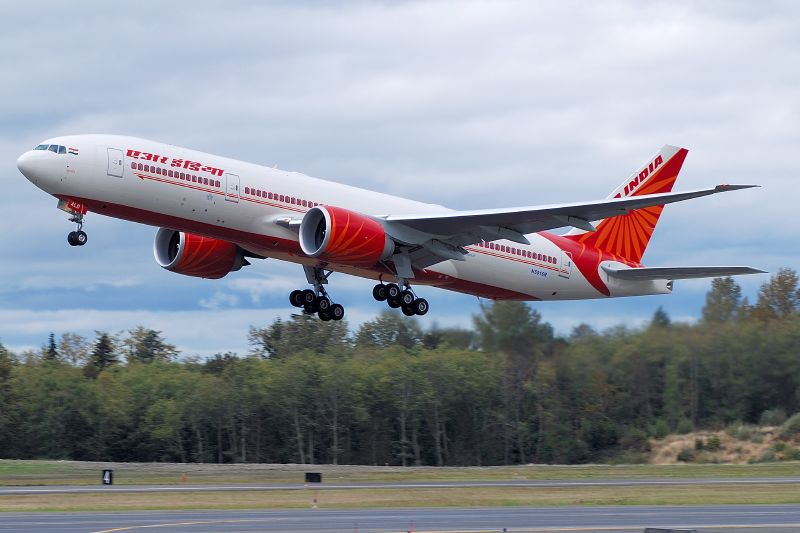
Boeing 777-237LR

Нові літаки авіакомпанії мають нову ліврею, була проведена оптимізація маршрутів, станом на жовтень 2008 року кожен з чотирьох підрозділів мав власний флот літаків.
Станом на жовтень 2016 року Air India використовує такі літаки:

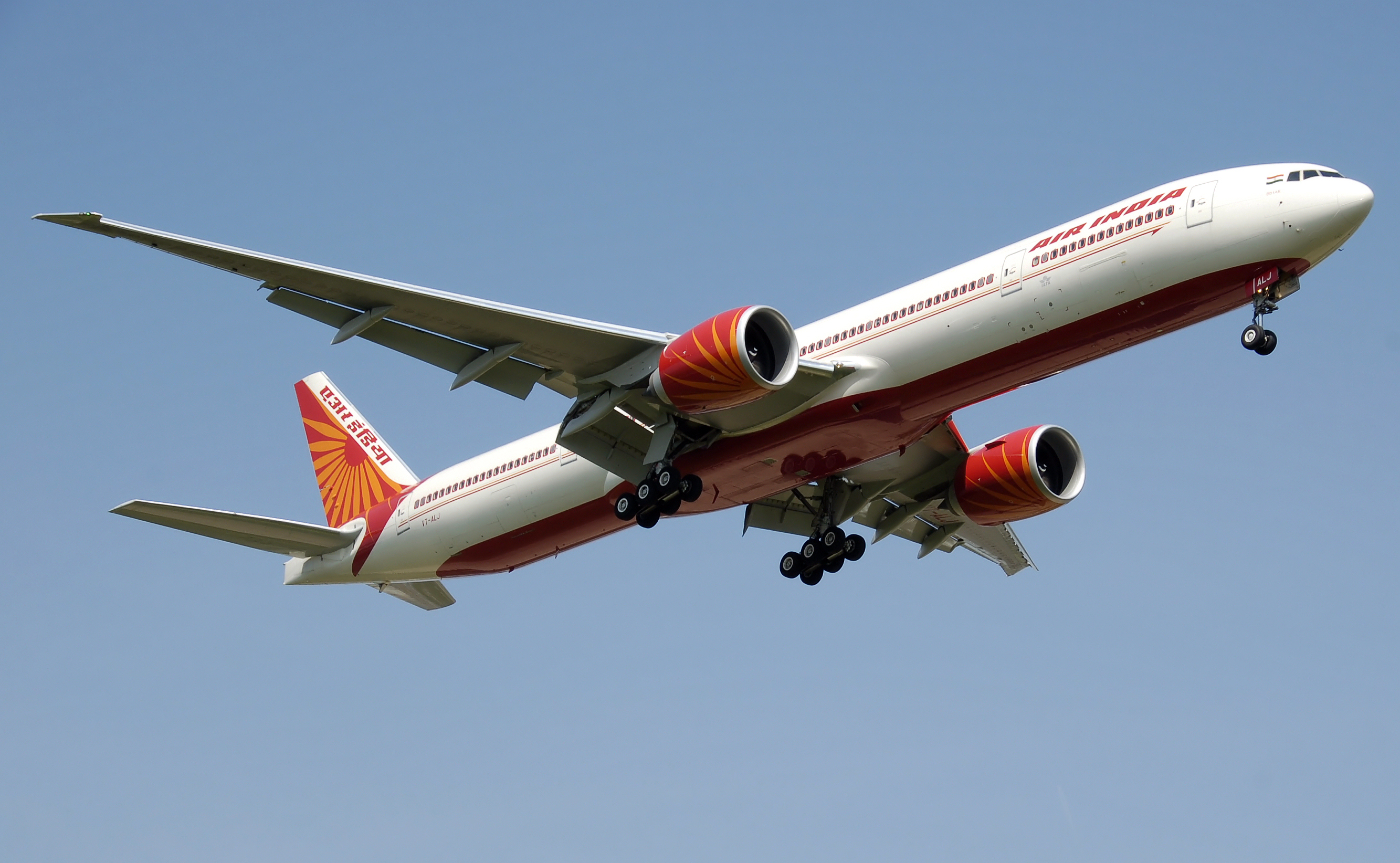
Boeing 777-337ER на злеті

Air India Express має власний флот з 13 (+5 замовлено) Boeing 737-8HG та 7 Boeing 737—800 взято у лізинг.
Indian Airlines має флот з 68 (+23 замовлено) літаків Airbus A319-100, Airbus A320-200 та Airbus A321-200.
Станом на жовтень 2016 року середній вік флоту Air India становить 9.8 років (окрім вантажних літаків).

### Ліврея
Головні кольори лівреї Air India — червоний та білий. Нижня частина літака — нефарбований метал, у верхній — назва авіакомпанії червоним кольором на білому тлі. Назва авіакомпанії написана мовою деванаґарі з одного боку, англійською — з іншого. Червоний палац оточує ілюмінатори, що відповідає девізу «ваш палац у небі», що написаний у задній частині літака. Літаки мають імена індійських царів чи правителів. Хвіст пофарбований в основному у червоний колір, на ньому напис мовою деванаґарі з одного боку та англійською — з іншого.

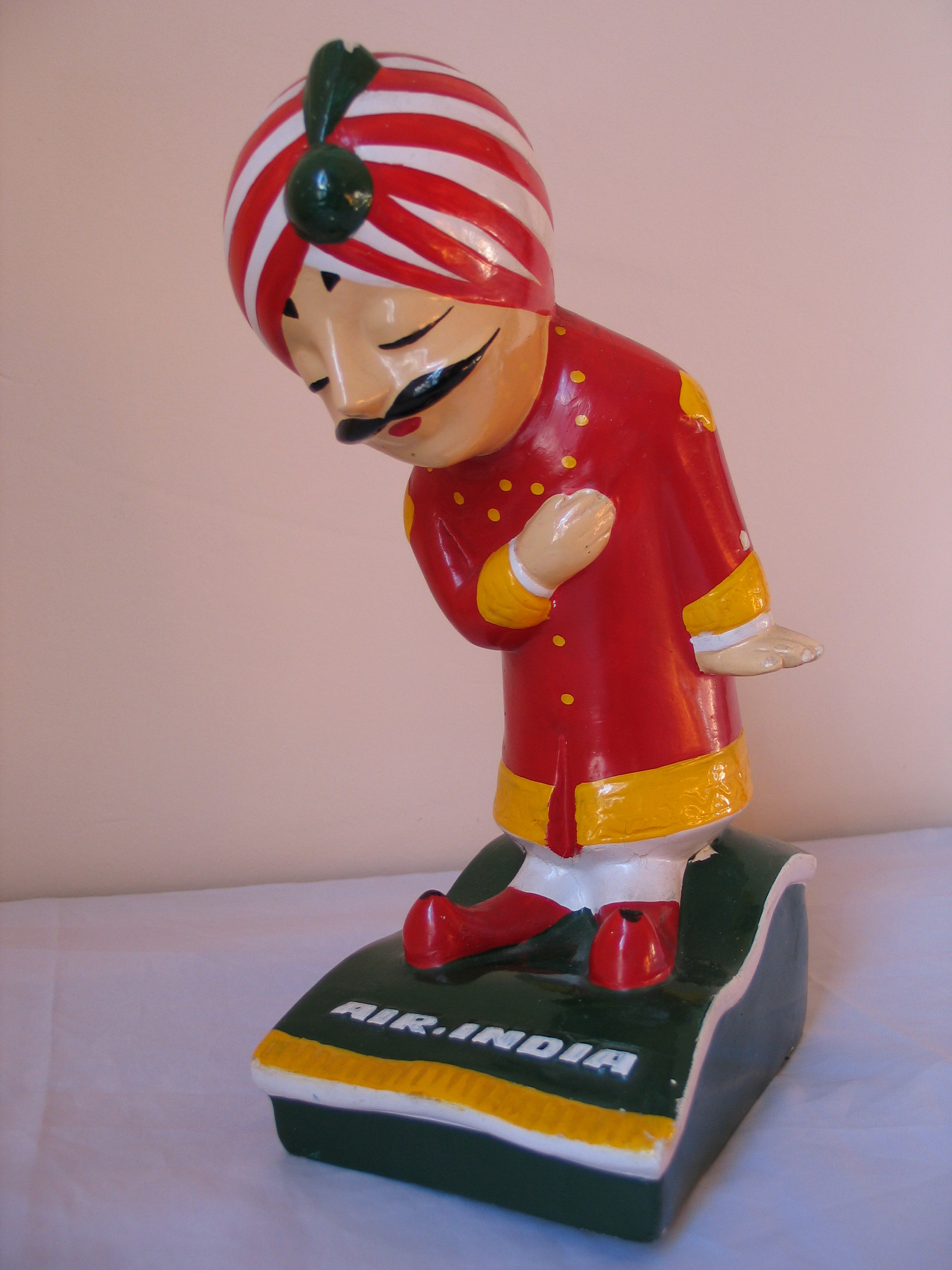
Талісман Air India — «Магараджа»

У січні 2007 року Air India оновила ліврею, зробивши арки Раджастану навколо ілюмінаторів дещо меншими. Окрім того, двигун відтепер фарбують у червоний колір, а зображення кентавра тепер золотого кольору, розміщено на хвості й на двигуні. Ту ліврею можна побачити на першому Boeing 777-237LR в Air India, VT-ALA.

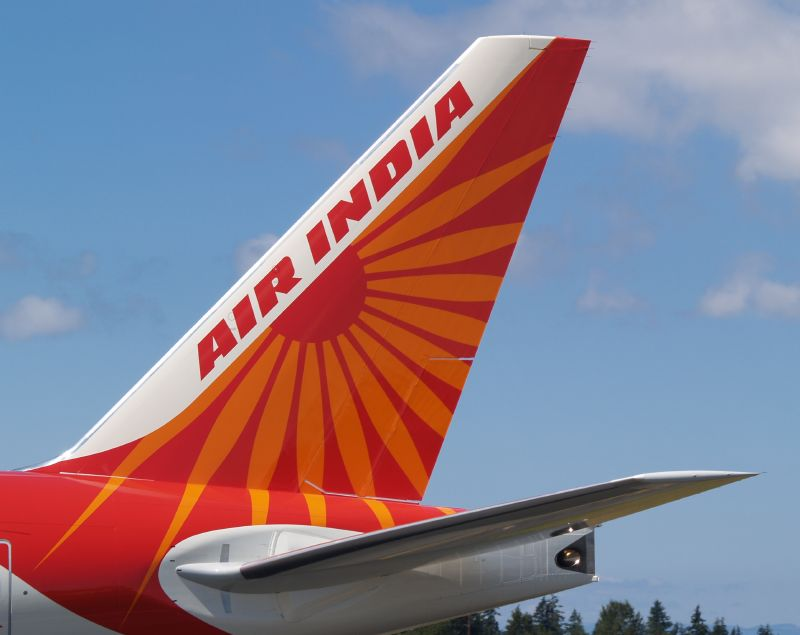
Boeing 777 Air India у новій лівреї

15 травня 2007 року уряд оголосив про введення нової лівреї. Новий дизайн поєднав елементи ліврей Air India та Indian Airlines. Нова ліврея була представлена 17 липня 2007 року на новому Boeing 777—222 і, коли Air India та Indian Airlines формально стали однією авіакомпанією, Indian Airlines почала називатись також Air India. Старий флот обох авіакомпаній буде з часом перефарбований у нову ліврею.
Емблема нової авіакомпанії — лебідь, що летить, з зображенням Корнак Чакра. Лебідь — адаптована емблема Air India, кентавр, а Корнак Чакра нагадує про емблему Indian Airlines. Нова емблема зображена на хвості літака. Корнак Чакра зображений на двигунах. Лебідь зображений червоним кольором, «Корнак Чакра» — помаранчевим.
Базовим кольором лівреї став колір слонової кістки, однак червоні елементи лівреї Air India були збережені. Паралельні червона й помаранчева смуги у новій лівреї накреслені від перших до останніх дверей. Назва ‘Air India’ написана на хвості літака.

## Код-шерінгові угоди
Станом на липень 2008 року Air India має код-шерінгові угоди з такими авіакомпаніями:
- Аерофлот
- Air France
- Air Mauritius
- Austrian Airlines (SA)
- Emirates Airline
- Kuwait Airways
- Indian Airlines

- Lufthansa (SA)
- Malaysia Airlines
- Singapore Airlines (SA)
- Swiss International Air Lines (SA)
- Thai Airways International (SA)
- Turkish Airlines (SA)

## Авіакатастрофи та інциденти
Від часу початку комерційних операцій з літаками Air India та її дочірніх компаній сталось одинадцять авіакатастроф і дві терористичні атаки. В середньому на один мільйон перевезених пасажирів Air India загинули 6,82 особи.

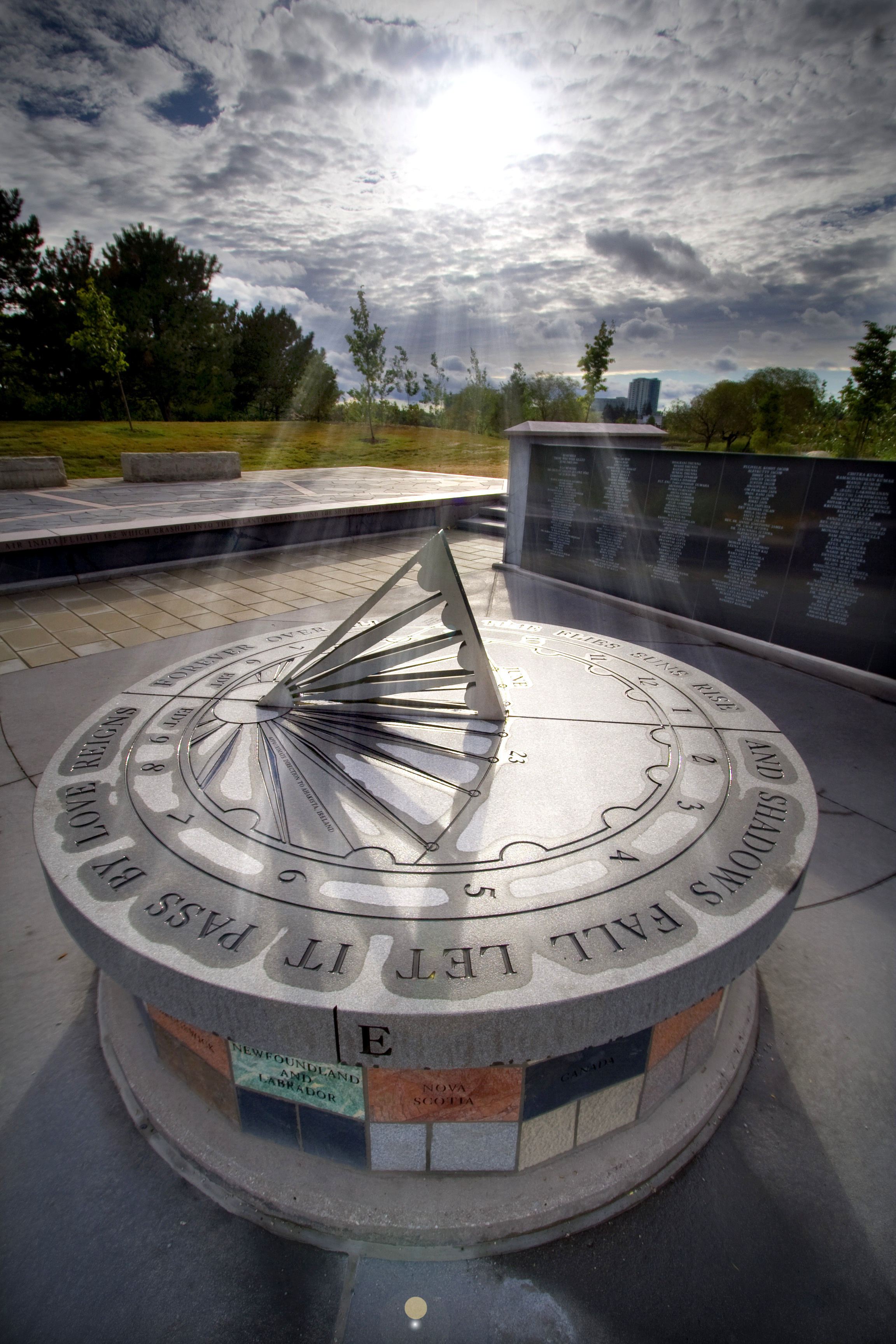
Меморіал жертвам рейсу 182 Air India у Торонто, Канада

- 27 грудня 1947 року літак Douglas C-48C (зареєстрований VT-AUG), що перевозив дев'ятнадцять пасажирів та чотири члени екіпажу, що летів з Карачі до Бомбея, зазнав аварії в Корангі-Крік через втрату керування внаслідок відмови приладів, в результаті чого загинули всі пасажири на борту. Це була перша смертельна аварія авіакомпанії. Літак був відомий своїми проблемами з електронікою та мав надзвичайно велику кількість замін приладів. [18]
- 3 листопада 1950 року рейс 245 авіакомпанії Air India, Lockheed L-749 Constellation (реєстраційний номер VT-CQP, Malabar Princess), на борту якого було сорок пасажирів і вісім членів екіпажу, що прямував з Бомбея до Лондона через Каїр і Женеву, зазнав аварії на Монблані у Франції, в результаті чого загинули всі 48 осіб на борту. [19]
- 13 грудня 1950 року літак Douglas C-47B (зареєстрований VT-CFK), що перевозив 17 пасажирів та чотири члени екіпажу з Бомбея до Коїмбатора, розбився на височині поблизу Котагірі через навігаційну помилку, внаслідок чого загинули всі пасажири на борту. [20]
- 15 вересня 1951 року літак Douglas C-47A (зареєстрований VT-CCA) втратив керування та розбився під час зльоту з аеропорту HAL Бангалор з увімкненим автопілотом, в результаті чого загинув член екіпажу; всі 23 пасажири вижили. [21]
- 9 травня 1953 року літак Douglas C-47A (зареєстрований VT-AUD) зазнав аварії невдовзі після зльоту з аеропорту Палам через втрату керування через помилку пілота, в результаті чого загинули всі тринадцять пасажирів і п'ять членів екіпажу на борту. [22]

- 11 квітня 1955 року Lockheed L-749A Constellation Принцеса Кашміру, що здійснював рейс Бомбей — Гонконг — Джакарта, вибухнув над Південнокитайським морем в результаті теракту. Жертвами вибуху стали 16 осіб з 19, які перебували на борту. Метою теракту було вбивство прем'єра Держради КНР Чжоу Еньлая.
- 24 січня 1966 року Boeing 707 Канченджунга, що здійснював рейс 101, розбився на Монблані, на кордоні між Францією й Італією, загинули 117 осіб. В авіакатастрофі загинув відомий індійський науковець Хоми Джегангір Баба.
- 1 січня 1978 року Boeing 747-237B Ашока рейс 855 упав в Аравійське море після злету з аеропорту Сахар (нині Міжнародний аеропорт імені Чатрапаті Шіваджі) у Бомбеї, загинули всі на борту (213 осіб; 190 пасажирів, 23 члени екіпажу).
- 21 червня 1982 року Boeing 707—437 Гурі Шанкар, що летів з Куала-Лумпура через Мадрас (нині Ченнаї) розбився в аеропорту Мумбаї після жорсткої посадки за складних погодних умов. Фюзеляж літака розірвався. На борту перебували 90 осіб. 2 з 12 членів екіпажу й 15 з 99 пасажирів загинули[23][24].
- О 07:13 у неділю, 23 червня 1985 року, під час вибуху у Міжнародному аеропорту Новий Токіо (нині Міжнародний аеропорт Наріта) у багажному відділенні загинули два вантажника, ще четверо зазнали поранень. Сикхські терористи заклали бомбу в багаж рейсу 301, що прямував до Бангкока, на борту якого перебували 177 осіб.
- 23 червня 1985 року Boeing 747-237B Канішка рейсу 182 вибухнув під час польоту; бомба містилась у багажі. Припускають, що та атака була відповіддю сикхських терористів на атаку урядових сил на Золотий Храм. Рейс був першим етапом перельоту Монреаль — Лондон — Делі — Бомбей, вибух стався біля узбережжя Ірландії. Уламки літака впали до Атлантичного океану. Всі 307 пасажирів і 22 члени екіпажу на борту загинули[25]. Після того інциденту Air-India призупинила всі рейси до Канади, що були заново відкриті лише за 20 років, 2005 року[26].
- 22 травня 2010 року Boeing 737-800 авіакомпанії Air India Express, що виконував рейс з Арабських Еміратів, спалахнув під час посадки. Одна з версій — помилка пілота. У катастрофі дивом вижили 8 осіб, більшість із них — з серйозними опіками. На борту Boeing-737, що здійснював переліт з Дубаї до міста Мангалур на південно-західному узбережжі Індії, перебували 160 пасажирів і 6 членів екіпажу. Підтверджена загибель 158 осіб[27].
- 9 березня 2013 року у міжнародному аеропорту Нью-Йорка літак авіакомпанії «Air India» зіштовхнувся з літаком авіакомпанії «JetBlue Airways». З людей ніхто не постраждав. Обидва літаки зазнали пошкоджень[28].
- 17 грудня 2015 року технік авіакомпанії Air India загинув у жахливій аварії в міжнародному аеропорту імені Чатрапаті Шіваджі Махараджа в Мумбаї після того, як його затягнуло в двигун Airbus A319 під час поштовху, коли другий пілот помилково зрозумів сигнал і запустив двигун.[29]
- 12 червня 2025 року рейс 171 авіакомпанії Air India, Boeing 787‑8 Dreamliner, що виконував рейс Ахмедабад–Лондон, розбився невдовзі після зльоту з аеропорту Ахмедабад, внаслідок чого загинуло 230 пасажирів і 12 членів екіпажу на борту, а також щонайменше п'ятеро на землі.[30][31]  Розслідування Генерального директорату цивільної авіації (DGCA) та Air India тривають.[32][33]